# Буйново (Смолянська область)
Бу́йново (болг. Буйново) — село в Смолянській області Болгарії. Входить до складу общини Борино.

## Населення
За даними перепису населення 2011 року у селі проживали 362 особи.
Національний склад населення села:
| Національність   | Кількість осіб | Відсоток |
| ---------------- | -------------- | -------- |
| болгари          | 336            | 98,5%    |
| турки            | 0              | 0%       |
| цигани           | 0              | 0%       |
| інша             | 5              | 1,5%     |
| не визначились   | 0              | 0%       |
| Всього відповіли | 341            |          |

Розподіл населення за віком у 2011 році:
Динаміка населення: